# Felinia precedens
Felinia precedens là một loài bướm đêm trong họ Erebidae.